# آویتال سلینگر
آویتال سلینگر (انگلیسی: Avital Selinger؛ زادهٔ ۱۰ مارس ۱۹۵۹) سرمربی سابق تیم ملی والیبال هلند در المپیک ۱۹۹۲ بود.